# Struga (Močnik)
Struga je potok v občini Brežice. V Brežicah se kot levi pritok izliva v potok Močnik, ta pa se nato kot levi pritok izliva v reko Savo.